# Campeonato AMA Daytona Sportbike
El Campeonato AMA Pro GoPro Daytona Sportbike es la segunda división del Campeonato de la AMA Pro de Superbikes. La categoría es similar a la anterior clase Fórmula Xtreme, permitiéndole una amplia gama de tipos de motor y velocidades. La carrera insignia de la serie es la Daytona 200, celebrado en el Daytona International Speedway, fue creada en el año 2009.

## Campeones
| Temporada | Campeón Motociclista      | Marca       |
| --------- | ------------------------- | ----------- |
| 2009      | Danny Eslick (Buell)      | No Otorgada |
| 2010      | Martín Cárdenas (Suzuki)  | No Otorgada |
| 2011      | Danny Eslick (Suzuki)     | Suzuki      |
| 2012      | Martín Cárdenas (Suzuki)  | Suzuki      |
| 2013      | Cameron Beaubier (Yamaha) | Yamaha      |